# 生根冷水花
生根冷水花（学名：Pilea wightii）为荨麻科冷水花属下的一个种。

## 扩展阅读
- 維基物種上的相關：生根冷水花